# Dardagny
Dardagny is een gemeente en plaats in het Zwitserse kanton Genève.
Dardagny telt 1325 inwoners. Dardagny's economische activiteit bestaat voor meer dan 60% uit wijnbouw en landbouw.